# إيفان كومب
إيفان كومب (بالإنجليزية: Ivan Combe)‏ هو شخصية أعمال أمريكي، ولد في 21 أبريل 1911 في فريمونت في الولايات المتحدة، وتوفي في 11 يناير 2000 في غرينيتش في الولايات المتحدة.